# WandaVision
WandaVision je američka televizijska miniserija iz 2021. godine koju je stvorio Jac Schaeffer za platformu Disney+. Temeljeni se na likovima Marvel Comicsa – Wandi Maximoff i Visionu.
Miniserija je smještena u Marvel Cinematic Universe (MCU), u kontinuitetu s filmovima u franšizi, a odvija se nakon događaja iz filma Osvetnici: Završnica (2019). WandaVision producira Marvel Studios, te je Schaeffer voditelj, dok Matt Shakman režira.
Elizabeth Olsen i Paul Bettany ponovo preuzimaju uloge kao Wanda Maximoff i Vision iz filmova. U rujnu 2018. godine Marvel Studios radio je na nekoliko televizijskih serija za Disney+, fokusirajući se na sekundarne likove iz MCU filmova kao što su Wanda i Vision. Schaeffer je odabran kao autor u siječnju 2019., a serija je najavljena u travnju iste godine. U kolovozu Shakman se pridružio projektu. Serija se predstavlja kao posveta američkim sitcomima, te Wanda i Vision žive u stvarnosti koja ih vodi kroz nekoliko desetljeća televizije. Snimanje je započelo u Atlanti u Georgi u studenom 2019., ali je prekinuto u ožujku 2020. zbog pandemije bolesti COVID-19. Proizvodnja je nastavljena u Los Angelesu u rujnu 2020., a završila u studenom.
WandaVision se emitirala od 15. siječnja 2021., do 5. ožujka 2021. To je prva serija četvrte faze MCU-a. Seriju su kritičari pohvalili zbog njezinih poštovanja starih sitcomima, naglih promjena tona i izvedbi glavnih glumaca, Elisabeth Olsen i Paul Bettany.

## Radnja
Tri tjedna nakon događaja u filmu Osvetnici: Završnica, Wanda Maximoff i Vision žive idiličnim životom u mirnom gradu Westviewu, New Jersey, pokušavajući sakriti svoje moći. Prolazeći kroz razna televizijska razdoblja i različite stilove, njih dvoje pokušavaju sačuvati svoju sreću i ljubav, no Vision ubrzo poćinje shvaćati da stvari nisu kao što izgledaju.

## Glumci
- Elizabeth Olsen kao Wanda Maximoff / Grimizna Vještica: osvetnik koji može iskoristiti magiju, koristiti telepatiju, telekinezu, i promijeniti stvarnost.
- Paul Bettany kao Vision: android i bivši Osvetnik stvoren pomoću umjetne inteligencije J.A.R.V.I.S., Ultron i Draguljem Uma, koji je ubijen tijekom događaja Osvetnici: Rat beskonačnosti (2018).
- Debra Jo Rupp kao Sharon Davis: građanin novog dresa i supruga Todda, koja "glumi" gospođu Hart, Wandinu i Visionovu susjedu i suprugu Visionovog šefa.
- Fred Melamed kao Todd Davis: građanin New Jerseyja i Sharonin suprug, koji "glumi" Arthura Harta, Wandin i Visionov susjed i njegov šefa.
- Kathryn Hahn kao Agatha Harkness: vještica koja se pretvara da je "Agnes", Wandina i Visionova "radoznala susjeda".
- Teyonah Parris kao Monica Rambeau: kći pilotkinje ratnog zrakoplovstva Marije Rambeau i kapetana S.W.O.R.D.-a, u početku se predstavlja Wandi i Visionu kao njihova susjeda "Geraldine". Ona ima "snagu i sposobnost da bude žena" u svijetu u kojem dominiraju muškarci. Kao dijete divila se majčinoj prijateljici i kolegici Carol Danvers/Kapetanice Marvel.
- Randall Park kao Jimmy Woo: FBI agent koji radi sa S.W.O.R.D.-om, bivšim Scott Lang/Ant-Manovim službenikom za uvjetnu slobodu.
- Kat Dennings kao Darcy Lewis: astrofizičarka koja surađuje s Wooom i S.W.O.R.D.-om i koja je prethodno bila pripravnik Jane Foster i Thorov prijatelj.
- Evan Peters kao Ralph Bohner: stanovnik Westviewa pod kontrolom Agathe koji se pretvara da je Peter Maximoff, Wandin brat koji se može kretati nadzvučnom brzinom. Pravi Peter već se pojavio u filmu Osvetnici 2: Vladavina Ultrona, gdje ga je glumio Aaron Taylor-Johnson.

Osim toga, Julian Hilliard i Jett Klyne glume blizance Billyja i Tommyja Maximoffa. Jolene Purdy pojavljuje se kao Isabel Matsueida, koja u izmišljenom sitcomu glumi "Beverly", susjedu Wande i Visiona. Ostali stanovnici Westviewa uključuju Asifa Alija kao Abilasha Tandona ("Norm", kolegu vidovnjaka), David Lengel kao Harold Proctor, koji glumi "Phila Jonesa" u sitcomu. Amos Glick igra ulogu dostavljača pizze, koji igra "Poštara Dennisa". Emma Caulfield kao Sarah Proctor, koja glumi "Dottie Jones", i David Payton kao John Collins, "Herb" u sitcomu. Ithamar Enriquez i Victoria Blade pojavljuju se kao muškarac i žena u lažnim reklamama. Josh Stamberg glumi privremenog direktora S.W.O.R.D.-a Tylera Haywarda. Alan Heckner i Selena Anduze igraju S.W.O.R.D. agente Monti i Rodriguez. Grey DeLisle glas je jedne od lažnih TV reklama.

## Epizode
1. Filmed Before a Live Studio Audience
2. Don't Touch That Dial
3. Now in Color
4. We Interrupt This Program
5. On a Very Special Episode...
6. All-New Halloween Spooktacular!
7. Breaking the Fourth Wall
8. Previously On
9. The Series Finale

## Produkcija

### Razvoj
Oko rujna 2018. godine Marvel Studios radio je na nekoliko ograničenih serija za streaming servis Disney+, u vlasništvu tvrtke Walt Disney, fokusirajući se na sekundarne likove iz filmova Marvel Cinematic Universe (MCU) kao što je Scarlet Witch. Variety je izvijestio da će glumci koji su glumili likove u filmovima reprizirati svoje uloge u ograničenoj seriji, uključujući Elizabeth Olsen kao Scarlet Witch, te da će svaka serija imati šest do osam epizoda, s "visokim proračunom" u rangu s filmskim produkcijama. Osim toga, seriju bi izravno producirao Marvel Studios, a ne Marvel Television, koji je producirao prethodnu televizijsku seriju MCU-a. Objavljeno je da će predsjednik Marvel Studija Kevin Feige igrati "aktivnu ulogu" u razvoju svake serije, fokusirajući se na "kontinuitet priče" s filmovima i glumcima koji će reprizirati svoje uloge iz filmova. Feige je počeo razmišljati o seriji o Wandi i Visionu tijekom snimanja filma Osvetnici: Rat beskonačnosti (2018.) i Osvetnici: Završnica (2019), a otprilike u isto vrijeme naručio ga je izvršni direktor Disneyja Bob Iger za razvoj proizvoda za Disney+. U listopadu 2018. objavljeno je da će Paul Bettany reprizirati svoju ulogu Visiona u jednoj od serija, koja se usredotočila na odnos potonjeg sa Scarlet Witch. Među naslovima koji su se razmatrali za seriju prijavljeni su "Vision i Scarlet Witch" te "The Vision i Scarlet Witch".
U siječnju 2019. godine Jac Schaeffer izabran je za voditelja serije. Schaeffer je prethodno radio kao scenarist na filmovima Marvel Studios Kapetanica Marvel (2019.) i Black Widow (2021). Schaeffer je napisao prvu epizodu i pojavljuje se kao tvorac i izvršni producent serije. U travnju 2020. Disney i Marvel Studios najavili su seriju pod naslovom WandaVision. Matt Shakman je u kolovozu zaposlen kao redatelj i izvršni producent. Među izvršnim producentima su i Feige, Louis D'Esposito i Victoria Alonso iz Marvel Studija.
Feige je izjavio da će serija ispričati priču o Maximoffu i Visionu, zadubljujući se u likove i njihove sposobnosti, uvodeći lik "Scarlet Witch" u MCU "na načine koji su potpuno smiješni, pomalo zastrašujući i koji će imati posljedice za cijelu budućnost četvrte faze MCU-a". Također je dodao da gledatelji ne bi trebali biti upoznati s MCU-om kako bi razumjeli seriju, koja bi istovremeno ponudila "velike nagrade" za ljubitelje franšize. Serija se sastoji od devet epizoda, prvotno predstavljenih u polusatnom sitcom formatu. Prve tri epizode traju oko 30 minuta svaka, dok ostale imaju duže trajanje, ukupno oko šest sati pripovijedanja. Schaeffer je usporedio miniseriju sa serijom stripova, navodeći da je konačni proizvod vrlo vjeran njegovoj izvornoj viziji. Što se tiče mogućeg nastavka serije, Schaeffer je u siječnju 2021. izjavio da druga sezona "nije nešto o čemu se trenutno raspravljalo", i sam Feige je izjavio, dodajući da će se priča pripovijedana u WandaVisionu nastaviti u filmu Doctor Strange in the Multiverse of Madness, ali ne potpuno isključujući drugu sezonu. Shakman je izjavio: "Ne planiramo drugu sezonu WandaVision. To bi se moglo promijeniti, naravno. Sve ovisi o priči. Bili smo usredotočeni na pričanje ove priče kroz devet epizoda i nadamo se da ćemo doći do zaključka koji se smatra zadovoljavajućim i također iznenađujućim." Proračun serije procjenjuje se na do 25 milijuna dolara po epizodi.

### Scenarij
Feige je Schaefferu dao trag onoga što je želio postići serijom, kako bi joj dao bazu iz koje će početi i pomoći joj da da strukturiranu formu njegovim idejama. Feige je ideju Maximoffa i Visiona začeo u idiličnom gradu iz svoje ljubavi prema sitcomima i kako se mogu koristiti kao bijeg od stvarnosti. Schaeffer je naveo kako se ta ideja primjenjuje na svaki lik. Vizualno, Feige je bio inspiriran obradama serije "Norman Rockwell meets Leave it to Beaver" Mikea del Munda za seriju stripova Vision od Toma Kinga i Gabriela Hernandeza Walta, i predstavio seriju Olsen i Bettanyu kao mješavinu tog stripa i Briana Michaela Bendisa i Oliviera Coipela House of M crossover stripa. Drugi izvori inspiracije bili su serija Avengers Disassembled s Bendisom i Davidom Finchom, lukovi priče Visiona i Scarlet, Billa Mantla i Ricka Leonardija, i Steve Englehart i Richard Howell, i luk priče Visiona Johna Byrnea iz serije Avengers of the West Coast. Za ton serije Schaeffer je bio inspiriran i filmom Thor: Ragnarok (2017.) i televizijskom serijom Legion, zbog načina na koji su inovirali način na koji se pričaju priče o superherojima.
Serija se odvija nakon događaja u filmu Osvetnici: Završnica, a usko je povezana s filmom Doctor Strange in the Multiverse of Madness (2022.), u kojem Olsen reprizira ulogu Wande Maximoff. Schaeffer je objasnila da se Feige pobrinuo za veze između različitih MCU projekata te da su ona i Shakman razgovarali i s kreativnim timovima Spider-Man: Povratak kući i Doctor Strange in the Multiverse of Madness te s voditeljima druge serije Marvel Studios za Disney+ kako bi razgovarali o vezama između svojih priča i kako bi bili sigurni da se WandaVision glatko povezuje s filmovima. Uspoređujući svoj rad na seriji s onim za film Black Widow, Schaeffer je izjavio da će WandaVision biti suprotnost agresivnom i visceralnom stilu djelovanja filma.
Schaeffer je angažirao osam pisaca za spisateljsku sobu serije, uključujući četiri žene i nekoliko različite boje kože ljudi, zbog svog uvjerenja da su "priče bolje ako imate više gledišta". Megan McDonnell zaposlena je kao asistentica i promaknuta u urednicu priče. Nekoliko scenarista već je radilo na televiziji, a Schaeffer je iskoristio svoje iskustvo kako bi sastavio narativ koji je odgovarao isključivo televizijskom formatu. U tom smislu, Schaeffer je objasnio da serija nikada ne bi mogla biti film jer je televizijska estetika potrebna za "ulazak u narativ,... uočiti najuži omjer slike, uočiti različite kvalitete videa, svjetala". Schaeffer je vjerovao da je Wanda odgovorna za stvaranje izmišljene stvarnosti, jednostavne ideje, pa je odlučio predstaviti je kroz misteriju. Pisci su radili na predstavljanju misterije tijekom prve tri epizode, a zatim su otkrili istinu počevši od četvrte epizode. Schaeffer je miniseriju nazvao "emocionalnim i psihološkim putovanjem, a ne trajnom misterijom", dodajući da je priča usredotočena na Wandinu tugu i njezin proces prihvaćanja tuge. Istraživanje različitih televizijskih razdoblja također je osmišljeno tako da odražava različite faze obrade žalosti, od radosne i optimistične atmosfere pedesetih do razdoblja depresije u 2000-tim, u kojem u mnogim sitcomima likovi izražavaju svoje emocije obraćajući se izravno kameri, sve do konačnog prihvaćanja. Schaeffer je također objasnio da Wandin izbor emitiranja događaja u Westviewu putem televizijskog signala treba promatrati kao zahtjev za pomoć lika, koji je zatvoren u svojoj boli.
Serija odaje počast mnogim prošlim američkim sitcomima i istovremeno "pokušava pronaći nove teritorije". Schaeffer je televizijsku eru pedesetih nazvao jednom od najizazovnijih za pisanje zbog dijaloga "pitanje-odgovor" tipičnih za te godine. Olsen je prvu epizodu nazvala velikim ljubavnim pismom The Dick Van Dyke Show-u. Shakman i Feige sastali su se s Dick Van Dykeom, zvijezdom istoimenog sitcoma 60-ih, kako bi dobili savjete o tome kako najbolje predstavljati atmosferu tih godina. Ostali sitcomi koji su inspirirali seriju uključuju I Love Lucy, My Three Sons, Father Knows Best, The Adventures of Ozzie and Harriet, Bewitched, Family Ties, Out of This World, Prijatelji, Malcolm u sredini, 30 Rock, Parks and Recreation, Modern Family, The Office.

### Uloge
Najavom serije u travnju 2019. potvrđeno je da će Olsen i Bettany reprizirati svoje uloge Maximoffa i Visiona. Teyonah Parris pridružila se glumačkoj postavi kao Monica Rambeau u srpnju 2019., njezin lik se već pojavio kao dijete u filmu Kapetanica Marvel, kojeg glumi Akira Akbar. Sljedećeg mjeseca objavljeno je da će Kat Dennings i Randall Park reprizirati svoje uloge Darcye Lewis i Jimmyja Wooa iz prethodnih MCU filmova, te da će i Kathryn Hahn biti dio glumačke postave. U listopadu 2019. godine Emma Caulfield Ford pridružila se glumačkoj postavi kao Dottie Jones. U listopadu 2020. objavljeno je da će Asif Ali, Abilash Tandon i Jolene Purdy također biti dio glumačke postave. U veljači 2021. godine Isaiah Knott objavila je da se pridružuje glumcima u neodređenoj ulozi.
Trailer je otkrio da će se Fred Melamed i Debra Jo Rupp također pojaviti u seriji kao gospodin i gospođa Hart. Peta epizoda serije predstavlja Evana Petersa kao Pietra Maximoffa, Wandinog brata. Lik se prethodno pojavio u MCU, kojeg je glumio Aaron Taylor-Johnson, dok je Peters igrao drugačiju verziju lika, Petera Maximoffa, u više filmo 20th Century Foxa X-Men.

### Snimanje
Snimanje je započelo početkom studenog 2019. u studiju Pinewood Atlanta Studios u Atlanti, pod radnim nazivom Big Red i s Jess Hall kao direktoricom fotografije. Shakman je pokušao što je više moguće snimiti seriju kronološkim redoslijedom, kako bi pomogao glumcima da unaprijede svoje likove kroz različito televizijsko doba. Shakman je htio biti siguran da elementi sitcoma ne izgledaju kao parodije, već izgledaju autentično. Za svaku epizodu glumcima su prikazane epizode tadašnjih sitcoma kako bi im se pomoglo da uđu u duh i atmosferu tog razdoblja. Glumcima je pomogla i trenerica dijalekta Courtney Young da nauče govoriti drugačije za svako desetljeće, da se prilagode različitim stilovima glume usvojenim tijekom vremena.
Prva epizoda snimljena je pred publikom u studiju uživo, kako bi se nastavio tipičan stil sitcoma. Za crno-bijele epizode Bettanyno lice bilo je obojano u plavo umjesto crvenkaste boje tipične za Visiona, jer plava izgleda bolje u sivim tonovima. Slični aranžmani doneseni su za sljedeće epizode, kao što su uporaba leća, rasvjete i specijalnih efekata prikladnih za to desetljeće. 
Serija je snimljena s Arri Alexa 4K kamerama. Hall je koristio ukupno 47 različitih vrsta filmskih leća za sedam desetljeća obuhvaćenih WandaVisionom, radeći s Panavisionom na prilagodbi modernih leća tako da su vratile učinak vintage leća, koje "čine svjetlosne tonove i mogu zamagliti približavajući se rubovima slike." Ove leće korištene su u prve tri epizode i u petoj, za scene postavljene izvan izmišljene stvarnosti korištene su Ultra Panatar leće, koje su također korištene u Osvetnici: Rat beskonačnosti i Osvetnici: Završnica. U prve tri epizode koristi se format 4:3. U seriji se koristi nekoliko omjera slike, uključujući 4:3, koji se koriste u prva tri nastavka i 2.40:1, koji je korišten u nekoliko MCU filmova. Što se tiče rasvjete, za epizode postavljene između pedesetih i sedamdesetih Hall je koristio volframova svjetla, tipična za to razdoblje, dok sljedećih desetljeća koristim LED svjetla. Svaka epizoda sadrži nekoliko počasti na sitcome tog razdoblja, također zauzimajući stil snimanja. Konkretno, za moderno okruženje korišteni su trikovi kao što su "proboj četvrtog zida", ručni stroj i dokumentarni stil tipičan za sitcome devedesetih i dvije tisuće.
Između prosinca 2019. i veljače 2020. snimanje se odvijalo u gradskom području Atlante. Početkom ožujka 2020. snimanje je zaustavljeno na planiranoj četverotjednoj pauzi, ali je 14. ožujka produkcija potpuno prekinuta zbog pandemije COVID-19. Proizvodnja je nastavljena u rujnu 2020. u skladu sa strogim protokolima protiv bolesti COVID kako bi se dovršilo snimanje izvana i pozadinskog snimanja. Snimanje je održano na ranču Warner Bros. Ranchu u Burbanku, gdje su snimani sitcomi kao što su Daddy Is Right, The Partridge Family i Life as a Witch. Snimanje je završeno u studenom 2020.

### Postprodukcija
Shakman je počeo raditi na uređivanju materijala koji je već snimljen tijekom gašenja uzrokovanog pandemijom COVID-19. Tim Roche, Zene Baker i Nona Khodai urednici su serije. Vizualnim efektima za seriju zaslužni su: Digital Domain, Framestore, Industrial Light &Magic, Lola VFX, Monsters Aliens Robots Zombies, RISE, Rodeo FX, SSVFX, The Yard VFX i Zoic Studios.

## Glazba
U siječnju 2020. godine Christophe Beck najavio je da će skladati soundtrack za seriju. Beck je usvojio drugačiji stil kompozicije za svaku epizodu serije, također mijenjajući instrumente i načine snimanja. Za prve epizode koristio je mali orkestar, dok se za sljedeće epizode orkestar proširio i uključivao pop rock elemente i intenzivniji stil. Michael Paraskevas i Alex Kovacs skladali su glazbu, Kovacs je pomogao Becku kroz njegovo iskustvo sa starim tehnikama jazz orkestracije ranih epizoda. Budući da je od početka bio svjestan događaja u seriji i razvoja likova, Beck je napisao nekoliko lajtmotiva koji su zatim prilagođeni različitim glazbenim stilovima. Beck je završio rad na soundtracku u veljači 2021. godine.
U prosincu 2020. objavljeno je da su Robert Lopez i Kristen Anderson-Lopez napisali nekoliko televizijskih tematskih pjesama za neke epizode serije. Njih dvojicu nazvao je Shakman, koji je pohađao fakultet s Lopezom, a prethodno je surađivao s Beckom na filmovima Snježnog kraljevstva. Kako bi povezali različite televizijske teme, Lopez i Anderson-Lopez stvorili su motiv od četiri note koji je zatim prilagođen svakom glazbenom stilu. Prve dvije note teme su u velikoj mjeri, dok su posljednje dvije tritonus, također poznat kao diabolus u glazbi, na taj se način glazbeno prenosi ideja da je serija "radosna i šarena a istodobno uznemirujuća i puna misterija".
Albume s glazbom pojedinih epizoda tjedno su objavljivali Marvel Music i Hollywood Records, od 22. siječnja do 12. ožujka 2021. godine.

## Promocija
Prvi trailer objavljen je 20. rujna 2020. godine. Dana 10. prosinca 2020. objavljen je posljednji trailer na Disney Investor Day. Dana 8. siječnja 2021. na platformi Disney+ objavljene su dvije epizode Marvel Studija: Legends koje sadrže isječke koji sažimaju priče Wande Maximoff i Visiona u prethodnim filmovima.

### Assembled
U veljači 2021. najavljena je dokumentarna serija pod nazivom Assembled, s naglaskom na snimanje televizijskih serija i filmova u produkciji Marvel Studija. Prva epizoda serije podnaslovljena WandaVision's Behind the Scenes objavljena je na Disney+ 12. ožujka 2021.

## Kritike
Internetska stranica za prikupljanje recenzija Rotten Tomatoes izvijestila je o ocjeni odobravanja od 91% s prosječnom ocjenom 7,85/10, na temelju 188 recenzija. Kritički konsenzus stranice glasi: "Dijelom odajući počast TV povijesti, a dijelom misterij, WandaVision je nevjerojatno neobičan i izrazito hrabar korak na mali ekran za MCU—te savršena izvedba za Elizabeth Olsen i Paula Bettanyja."Stranica Metacritic, koja koristi ponderirani prosjek, dodijelila je ocjenu 77 od 100 na temelju 41 kritičara, što ukazuje na "općenito povoljne kritike".
Prve tri epizode dane su kritičarima da pregledaju prije njezine premijere, te im je Rebecca Iannucci iz TVLinea dala "A", pohvalivši WandaVision jer je odstupila od očekivanja MCU priče. Daniel Fienberg iz The Hollywood Reportera rekao je da je "kreativno hrabro" da franšiza usmjerena na akciju napravi "postmoderno istraživanje konvencija sitcoma" u kojem njezini glavni obožavatelji možda neće uživati. Shirley Li iz The Atlantica pohvalila je male uloge u seriji i fokus na Maximoffovu tugu i traumu, dajući liku priliku da procesuira gubitak na način koji filmovi o superherojima općenito ne dopuštaju. Caroline Framke, koja je pisala za Variety, bila je kritičnija prema seriji, vjerujući da bi bila previše zbunjujuća za povremene obožavatelje i izjavila je da nije tako dobra kao sitcom kao serija koju kopira. Više je voljela kada se usredotočuje na svoje temeljne misterije. Dominic Patten iz Deadline Hollywooda također je bio kritičan, opisao ga kao "baby boomer punchline u potrazi za šalom" i vjerujući da Netflix serija Marvel televizije i ABC-jevi Agenti S.H.I.E.L.D. bili bolji.
Mnogi kritičari pohvalili su seriju za rekreiranje stilova i tema sitcoma. Iannucci je smatrao da je WandaVision u stanju savršeno obuhvatiti sitcome koje je replicirao, a to je pomoglo da njegovi elementi misterije postanu uvjerljivi tijekom prve tri epizode. Richard Roeper iz Chicago Sun-Timesa opisao je seriju kao "mukotrpno izrađenu, impresivno preciznu počast evoluciji američkog sitcoma", i dao joj 3,5 zvjezdice od 4, dok je Melanie McFarland iz Salona rekla da je kreativni tim serije rekreirao sitcome s "divljujućom preciznošću", a posebno je pohvalio Shakmanov rad. Pitala se hoće li se jedinstveni stil prve tri epizode zadržati do kraja serije, ali je smatrala da će se je isplatiti pogledati u svakom slučaju. Li i Niv M. Sultan iz Slant Magazina smatrali su da je vjerojatno da će serija krenuti prema tradicionalnijem MCU formatu, ali su ipak hvalili elemente sitcoma u ranim epizodama. Roxana Hadadi na RogerEbert.com bila je manje pozitivna o elementima sitcoma i načinu na koji su "maknuli" Maximoffa i Vision. Hadadi je doveo u pitanje kakvu su ulogu igrali rekreacije sitcoma u priči i razvoju likova, što nije bilo jasno u prve tri epizode. Michael Phillips, koji je pisao za Chicago Tribune, bio je kritičan prema samim epizodama sitcoma, kao što su "konzervirane i smrtonosne" minute smijeha, kao i tempo epizoda, iako je nastavio uživati u epizodama četiri do sedme jer smatrao je da su ti elementi sitcoma bolje prikladni za glumačku ekipu.
Recenzirajući cijelu seriju za Polygon, Joshua Rivera kritizirao je njezin završetak zbog postavljanja budućih MCU projekata, a ne rješavanja vlastite priče. Rekao je da najveći uspjeh serije nije bio zainteresiran za herojstvo ili opravdavanje Maximoffovih postupaka, ali je smatrao da je potkopao istraživanje Maximoffove tuge time što nije istraživao i Rambeauovu tugu. Alan Sepinwall iz Rolling Stonea i Chancellor Agard iz Entertainment Weeklyja također su izrazili zabrinutost zbog fokusa serije na postavljanje drugih MCU priča u njenom finalu, ali obojica smatraju da to nije umanjilo uspjeh serije. Agard je uživao u nižim ciljevima serije da istražuje tugu i razvije Wandu u potpuno dočaranog lika na način na koji prethodni MCU filmovi nikada nisu radili. Cijeloj je seriji dao "B+". Sepinwall je pohvalio seriju zbog upotrebe "narativne forme koja služi emocionalnoj funkciji" i izrazio nadu da će Marvel Studios nastaviti eksperimentirati sa svojim MCU projektima na sličan način. Zaki Hasan iz San Francisco Chroniclea smatrao je da je WandaVision djelovala i kao nastavak u MCU franšizi i kao "introspektivna priča", sa završetkom koji je bio "iskren prema publici [i] vjeran sebi". Također je smatrao da je to priča prikladna za serijaliziranu televiziju, sa središnjim misterijama koje ustupaju mjesto "meditacijama o ljubavi i gubitku" kroz njezine epizode. Matt Purslow iz IGN-a dao je seriji ocjenu 8 od 10 i pohvalio je kao hrabru promjenu za MCU koja je bila za razliku od bilo koje druge mainstream televizijske serije. Smatrao je da je najveća mana serije činjenica da je njezina emocionalna uloga tako dugo bili tajna, ali je s retragom pohvalio strukturu epizoda serije koja nije imala formulu i učinila da se "svaki dio osjeća kao istinski nova avantura" .
Nastupe Olsena, Bettany, Hahna i Parrisa hvale su kritičari, a uloge Denningsa i Parka kao komičnog reljefa također su cijenjene. Sam Barsanti iz The A.V. Club je rekao da je najveća snaga serije način na koji je uzela etablirane likove iz MCU-a i stavila ih u novu vrstu priče za franšizu. Elisabeth Olsen je dobila posebne pohvale, pri čemu je Iannucci opisao seriju kao priliku za glumicu da pokaže svoje glumačke vještine, a Feinberg ju je nazvao boljim "glumačkim vozilom" od njezine dosadašnje uloge u MCU filmovima. Framke je pohvalio način na koji je Olsen uravnotežila svoj postojeći portret Maximoffa s utjecajima serije na sitcom i smatrao da serija ne bi funkcionirala bez "iznijansirane glumce poput Olsena koja je veže za neku vrstu stvarnosti". Purslow je istaknuo Olsenovu "kameleonsku sposobnost" da replicira izvedbe glumica iz različitih epoha sitcoma, a istovremeno je pružio potrebnu "težinu" za dramatičnije scene lika. Raspravljajući o seriji za The Ringer, Alison Herman ju je pohvalila jer se fokusira na Olsena kao Wanda Maximoff i istražuje teme tuge, majčinstva i povijesti roda u medijima, a da se nije reklamirala kao serija o superherojima usmjerena na žene. Opisala je WandaVision kao "komad masovne zabave koji je usredotočen na žene i dodaje dubinu kao rezultat, ali ne zahtijeva da se čita kao takav".

## Spin-off
U listopadu 2021. "Variety" je objavio kako je spin-off u kojem glumi Kathryn Hahn u razvoju za Disney+ iz Marvel Studija. Jac Schaeffer bio bi autor i izvršni producent.
Prema prvim nagađanjima serija bi trebala biti prednastavak koja govori o Agathinom životu, prije njezinog pojavljivanja u WandaVision seriji, opisana kao "mračna komedija".
U studenom 2021. tijekom Disney+ Day-a najavljena je Agatha: House of Harkness kao spin-off.

## Vanjske poveznice
- Službena stranica Marvel.com
- Službena stranica Disney+
- WandaVision u internetskoj bazi filmova IMDb-a